# IClone
Az iClone egy háromdimenziós számítógépes grafikai és animációs szoftver, amely lehetővé teszi felhasználói számára háromdimenziós animációs filmek létrehozását. Ez a program egyike a legjelentősebb animációs szoftvereknek, a másik kettő a Muvizu és az Autodesk Motion Builder, amelyek mindegyike valós idejű "WYSIWYG" nézetet használ, amely lehetővé teszi az animátorok számára, hogy az általuk véghezvitt változtatásokat akár már azonnal meg is jelenítsék és visszajátsszák a szerkesztői nézetablakban. Ez a valós idejű funkció háromdimenziós számítógépes játékokhoz kifejlesztett szoftvert használ, amely segítségével azonnal megjeleníthetőek a változtatások.
Egyébiránt tartalmazza az emberek és az állatok teljes arci és anatómiai mozgásait, ajakmozgás szinkronizálót, háromdimenziós FBX fájlok importálási lehetőségét, a szerkesztési és a mozgási animációk lejátszási idejének megjelenítését, a többnyelvű feliratozás lehetőségét, általános mozgófilm jelenetek alkalmazását, a szoftver videójáték-szerű alkalmazását a jelenetek különböző megjelenítéseinél, Google 3D Warehouse épületek importálását és megjelenítését és még sok minden mást is.
Az iClone szoftvert a tajvani Reallusion cég fejleszti és oktatóközpontjai vannak az Egyesült Államokban és Németországban. 2011-től már elérhető a legfrissebb 5.1-es verzió is.

## Fordítás
- Ez a szócikk részben vagy egészben  az   iClone című angol Wikipédia-szócikk ezen változatának fordításán alapul.  Az eredeti cikk szerkesztőit annak laptörténete sorolja fel. Ez a jelzés csupán a megfogalmazás eredetét és a szerzői jogokat jelzi, nem szolgál a cikkben szereplő információk forrásmegjelöléseként.